# Szymon Krzykowski
Szymon Krzykowski herbu Junosza (zm. 1650) – podsędek łęczycki w latach 1649–1650, miecznik łęczycki w latach 1628–1649.

## Życiorys
Jako poseł na sejm 1631 roku był deputatem z województwa łęczyckiego na Trybunał Skarbowy Koronny. Poseł na sejm konwokacyjny 1632 roku z województwa łęczyckiego. Był elektorem Władysława IV Wazy z województwa łęczyckiego w 1632 roku. Poseł sejmiku łęczyckiego na sejmy ekstraordynaryjne 1634 i 1635 roku. W 1634 roku wyznaczony na sejmie komisarzem z Koła Poselskiego do zapłaty wojsku. Jako poseł na sejm konwokacyjny 1648 roku z województwa łęczyckiego był członkiem konfederacji generalnej zawiązanej 31 lipca 1648 roku. Poseł na sejm 1649/1650 roku z sejmiku łęczyckiego województwa łęczyckiego. Na sejmie 1649/1650 roku wyznaczony z koła poeselskiego na komisarza komisji wojskowej lubelskiej, która zająć się miała wypłatą zaległych pieniędzy wojsku.